# 淺盤軸孔珊瑚
淺盤軸孔珊瑚（学名：Acropora subulata）为軸孔珊瑚科軸孔珊瑚屬下的一个种。廣泛分佈於從紅海到復活節島的熱帶印度洋-太平洋海域。通常是淺灰色或棕色，有的是淺藍色、紫色或綠色。